# Monte Merapi
Monte Merapi o Marapi (en indonesio/javanés: Gunung Merapi, traducido como Montaña de fuego) es un volcán con forma de cono ubicado en Java Central en Indonesia, a unos 400 km al sudeste de la capital, Yakarta. Con sus 2911 metros de altitud, es el volcán más activo de Indonesia. Su tipo de erupción suele ser pliniana. 
Ha hecho erupción 70 veces desde 1548. Su nombre significa «Montaña de fuego». Se sitúa cerca a la ciudad de Yogyakarta, y miles de personas viven en sus faldas, con algunas aldeas ubicadas a 1700 m s. n. m.
Ha sido incluido en la lista de Volcanes de la Década. En 1994 mató a 27 personas.
Existe otro volcán con el mismo nombre en la provincia de Sumatra Occidental.

## Historia geológica

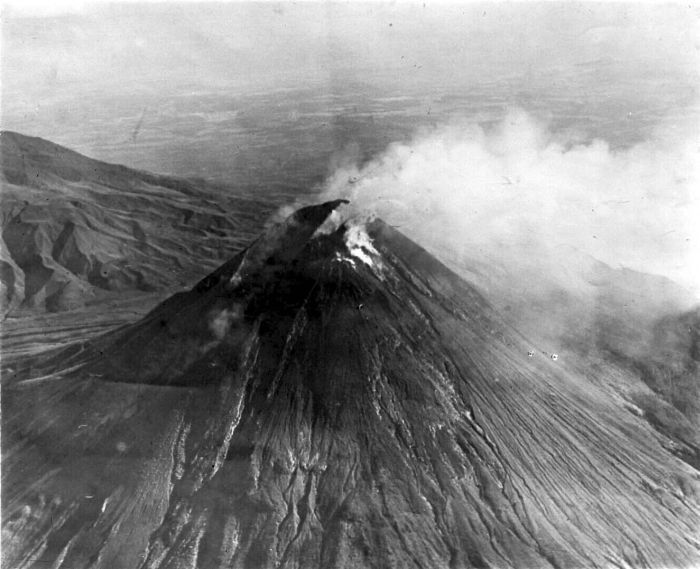
Vista del volcán en 1930

El volcán suele entrar en erupción cada 10-15 años, siendo las erupciones más destacadas las de 1006, 1786, 1822, 1872, y 1930 —cuando los flujos piroclásticos destruyeron 13 aldeas, causando la muerte de unas 1400 personas —.

## Erupción de 2006

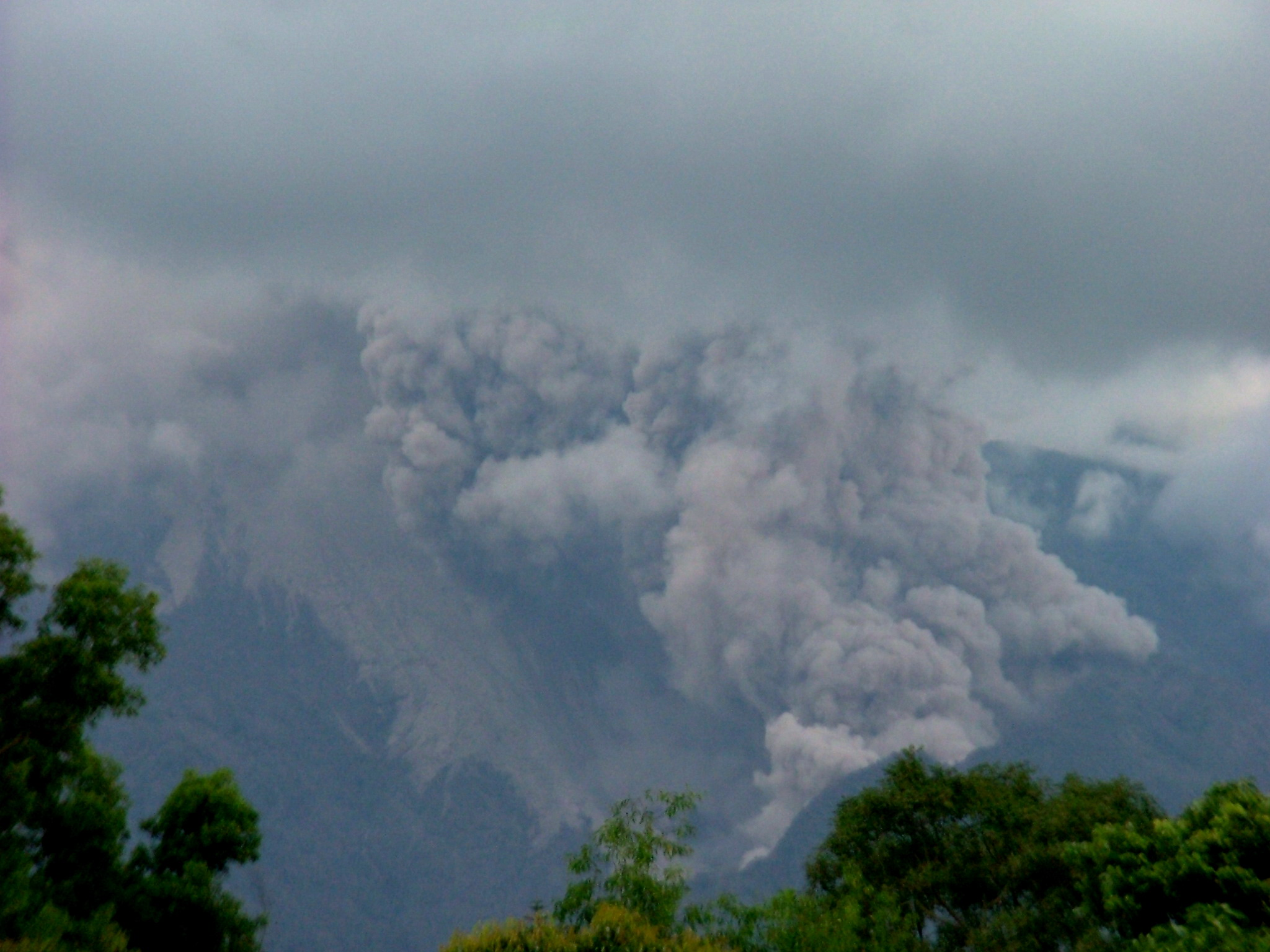
Flujos piroclásticos de 2006

El 15 de mayo de 2006 volvió a entrar en erupción, tras unas semanas de aumento de actividad sísmica. Debido a esta erupción se creó un perímetro de seguridad que llevó a la evacuación de 17 000 personas. Está erupción cesó a mediados de mayo.
El 27 de mayo, hubo un terremoto de 5,6 {\displaystyle M_{\mathrm {w} }}, con epicentro a 50 km al sur del volcán, que causó la muerte de 5000 personas y dejando sin hogar a unas 200 000 en la región de Yogyakarta. En junio fueron evacuados 11 000 habitantes debido a los flujos piroclásticos, conocidos como wedhus gembel (javanés: macho cabrío peludo), que descendieron por las laderas hacia Kaliadem, causando la muerte a dos personas.

## Erupción de 2010
El 25 de octubre de 2010 entró en erupción por su vertiente sursureste, tras estallar causó un total de 272 muertos, 412 desaparecidos y 4000 desplazados. Debido al humo y a las rocas incandescentes emitidas durante la erupción, fallecieron al menos 151 personas y unas 320 000 fueron evacuadas, creándose un perímetro de seguridad de 20 kilómetros de radio en torno al volcán.

## Erupción de 2023
El 11 de marzo de 2023 el volcán se volvió a reactivar. Actualmente, está expulsando un río de lava de un kilómetro y medio y grandes nubes de humo y ceniza. No se ha emitido ninguna orden de evacuación y se espera que no suponga un gran peligro para la población cercana, aunque se recomienda no estar en un perímetro mínimo de unos cuantos kilómetros de la erupción.

## Parque nacional
En 2004, un área de 6410 hectáreas alrededor del monte Merapi fue declarada parque nacional. La decisión del Ministerio de Silvicultura de declarar el parque ha sido recurrida en los tribunales por el Foro Indonesio para el Medio Ambiente, por de acuerdo con los habitantes de la zona. Durante la erupción del volcán en 2006 se detectó que muchos residentes se resistían a abandonar porque temían que sus viviendas serían confiscadas para ampliar el parque nacional.